# Hans Bresler
Hans Bresler (eigentlich Johannes Hermann Bresler, * 30. April 1902 in Berlin; † 27. Mai 1994 in Freital) war ein deutscher Arbeiter- und Amateurfotograf.

## Leben
Bresler wuchs als Pflegesohn des Sozialdemokraten Emil Boldrack in Gittersee (heute Dresden) bei Freital auf. Dort besuchte er bis 1916 die Volksschule. Anschließend war er im elektrotechnischen Betrieb Goldschmidt und Gröschel in Dresden beschäftigt, wo er 1918 Kontakte zu einer USPD-Gruppe knüpfte und sich der Freien Sozialistischen Jugend anschloss. Nach der Entlassung wegen Streikbeteiligung fand er Arbeit bei der Schokoladenformen- und Blechemballagenfabrik Anton Reiche AG in Dresden-Plauen, wo er bis zum Renteneintritt blieb.
Ab 1927 engagierte sich Brelser als Literaturobmann der KPD und war unter anderem für den Verkauf der Arbeiter-Illustrierte-Zeitung (AIZ) und der Zeitschrift Der Weg der Frau zuständig, arbeitete an der Betriebszeitung Die Stanze mit und betätigte sich als Amateurfotograf in der Ortsgruppe Dresden der „Vereinigung der Arbeiterfotografen Deutschlands“. 1930 gründete er die Ortsgruppe Freital, die er bis 1933 auch leitete. Fotografien veröffentlichte er in der Verbandszeitschrift Der Arbeiter-Fotograf. Als Delegierter der Arbeiterfotografen nahm er 1932 an einer 14-tägigen Reise in die Sowjetunion teil. Nach 1933 setzte Bresler, wegen einer schweren Arbeitsverletzung nicht kriegstauglich, seine fotografische Arbeit zunächst in der Illegalität fort. Nach 1945 wurde Bresler Mitglied der SED, wirkte bei Anton Reiche als Betriebsrat, später in der Betriebs-Gewerkschaftsleitung. Anfang der 1960er Jahre trat er wegen Krankheit von seinen Ämtern zurück, 1966 wurde er invalid. Hans Bresler verstarb am 27. Mai 1994 in Freital.

## Künstlerischer Werdegang
Die wenigen erhaltenen Fotografien Breslers aus dem Zeitraum von 1928 bis 1932 zeigen Szenen aus der Familie, dem Betrieb, der Wohnsituation sowie Agitprop-Aktivitäten. „Meine außerbetriebliche Tätigkeit“, so berichtet Bresler 1984, „bestand darin, daß ich […] in Freital die Gruppe der Arbeiterfotografen gründete. Sie hatte die Aufgabe, Bildmaterial für die Zeitung AIZ, den Roten Stern, den Arbeiterfotografen und den Weg der Frau mit proletarischem sozialem Bildmaterial zu beliefern. Weitere Aufgabe war es, soziale und kommunale Mißstände im Ort aufzudecken. [...] Die Exmittierungsaktionen der Polizei, Wohnungselend und Kindernotstände wurden von uns dokumentiert. Vielen Bürgern Freitals haben wir durch Bilddokumente, die dem Stadtrat Scheibner vorgelegt wurden, zu einer menschenwürdigen Wohnung verholfen. [...] In einer großen Ausstellung in der Alten Post zeigten die Arbeiterfotografen den Freitalern ihre Arbeit. Die KPD, die proletarischen Massenorg. [...] und viele andere halfen uns zu großem Erfolg.“
„Die stilistische Breite der Fotografien Breslers“, so der deutsche Fotohistoriker und Redakteur Wolfgang Hesse, „ist groß, und vielfach zeugen die Aufnahmen von pröbelndem Einsatz der technischen Mittel. Das Spektrum reicht von der Gegenlichtaufnahme einer Kipplore oder der Nahansicht eines essenden Arbeiters mit ihren Vorbildern in der sowjetischen Avantgardephotographie, über die Innenaufnahme einer abbruchreifen Wohnung mit Anklängen an bäuerliche Idyllen aus der Kunstphotographie um1900 bis hin zu eher konventionellen Portraits. Orientieren sich die mehr experimentellen Aufnahmen an Beispielen aus den Zeitschriften, die Bresler als ‚Literaturmann‘ der örtlichen KPD gut kannte, so mögen andere dem Interesse geschuldet sein, nicht allein Dokumente für Kampagnen zu schaffen, sondern auch mit dem Verkauf von Abzügen an die Portraitierten wenigstens die Herstellungskosten für die Bilder zu erlösen. Die Aufnahmen Breslers sind Zeugnisse einer breiten proletarischen Kultur, die ihre sozialen Interessen auszudrücken suchte und der bürgerlichen Amateur- und Pressephotographie eine eingreifende kollektive Praxis entgegenstellte. Die Wahrnehmung der zeitgenössischen Avantgarde gehörte dazu ebenso wie die Orientierung am Massenmedium der illustrierten Presse mit ihren neuen Formen von Bildreportage oder Fotomontage. In diesem Kontext stellen die Aufnahmen Hans Breslers – im Kontrast zu den hochindividualisierten Personenentwürfen der Zeit – thematisch den Versuch einer selbstbestimmten wie öffentlichen Autobiografie dar. Modern aber sind sie – auf der materiellen Seite politischer Utopie – vor allem mediengeschichtlich: als Teil des industriellen Visualismus.“

## Nachlass
Die Deutsche Fotothek erwarb 1984 50 Aufnahmen Hans Breslers. Kurz zuvor war sie durch Beschluss des ZK der SED mit erheblichen Mitteln für den Ausbau zu einer zentralen fotohistorischen Institution in der DDR ausgestattet worden. Bis dahin wenig beachtet, hatte die Arbeiterfotografie der Jahre vor 1933 in der Krise des DDR-Systems Bedeutungszuwachs als legitimatorische Rückbesinnung auf dessen gleichermaßen militant-klassenkämpferische wie utopische Vor-Geschichte bekommen. So war es nicht nur von retrospektiv-historischem Interesse, dass Bresler die Originalabzüge über die Illegalität hinweg hatte retten können und sie nun in öffentlichen Besitz übergab. Den ideologischen Vorgaben zum Trotz wurden die Fotografien Breslers wie auch weitere Konvolute von Arbeiterfotografen bis Ende der 1990er Jahre wissenschaftlich und auch innerhalb der Fotothek jedoch kaum beachtet. Mittlerweile sind diese Bestände – vor allem durch Wolfgang Hesse – umfassend erforscht, vielfach publiziert und im Fall Breslers als quasi ikonische Bilder international in Ausstellungen zur Arbeiterfotografie und zur Fotografie der Weimarer Republik vertreten.

## Ausstellungen
- 2021 More than Bauhaus. German photography between the wars and Polish parallels. Eine Kooperation von Deutscher Fotothek, LVR-Landesmuseum Bonn, Stiftung F. C. Gundlach und Internationales Kulturzentrum Krakau, 8. Mai – 1. August 2021
- 2019–2022 Fotografie in der Weimarer Republik. In Kooperation der Deutschen Fotothek mit dem LVR-Landesmuseum Bonn und der Stiftung F. C. Gundlach im Rahmen des Archivs der Fotografen, LVR-Landesmuseum Bonn, 1. Oktober 2019 – 19. Januar 2020; LVR-Industriemuseum Oberhausen (Peter-Behrens-Bau), 24. Januar – 29. Mai 2022[1]
- 2018 Subjective Objective: A Century of Social Photography, Zimmerli Art Museum at Rutgers University, New Jersey, 5. April 2017 – 7. Januar 2018
- 2014–2015 Das Auge des Arbeiters – Erinnerungsfotografie und Bildpropaganda um 1930, Kunstsammlungen Zwickau, Max-Pechstein-Museum, 23. Mai – 3. August 2014; Käthe Kollwitz Museum Köln, 15. August – 12. Oktober 2014[2]; Stadtmuseum Dresden, 21. März – 12. Juli 2015[3]
- 2011 Una luz dura, sin compasión. Movimiento de la fotografía obrera 1926–1939 / A Hard, Merciless Light. The Worker Photography Movement, 1926–1939, Museo Reina Sofía, Madrid, 6. April – 22. August 2011